# Benelli 900 Sei
Benelli 900 Sei je motocykl kategorie nakedbike, vyvinutý firmou Benelli, vyráběný v letech 1979–1989.

## Historie modelu
Řadu šestiválcových motocyklů Benelli Sei zavedl argentinský výrobce sportovních automobilů Alejandro de Tomaso, který značku Benelli koupil v roce 1971. Záměrem bylo vytvořit sportovní motocykl. V roce uvedení na trh se jednalo z hledisku publicity o nejvýznamnější italskou motocyklovou novinku. Motor vycházel ze čtyřválce Honda CB500 s přidáním dvou válců. Na rozdíl od Hondy byl z důvodu snížení šířky motoru umístěn alternátor za válci. Benelli 750 Sei byl jediný vyráběný šestiválec až do uvedení modelu Honda CBX 1000 v roce 1978. V roce 1979 byl nahrazen modelem 900 Sei se zvýšeným objemem a výfuky 6-2 misto 6-6 u Sei 750. V roce 1983 přišla inovovaná Benelli 900 Sei Sport.

## Technické parametry
- Rám: dvojitý kolébkový
- Suchá hmotnost:
- Pohotovostní hmotnost: 249 kg
- Maximální rychlost: 199 km/h
- Spotřeba paliva: 8,5 l/100 km

## Galerie

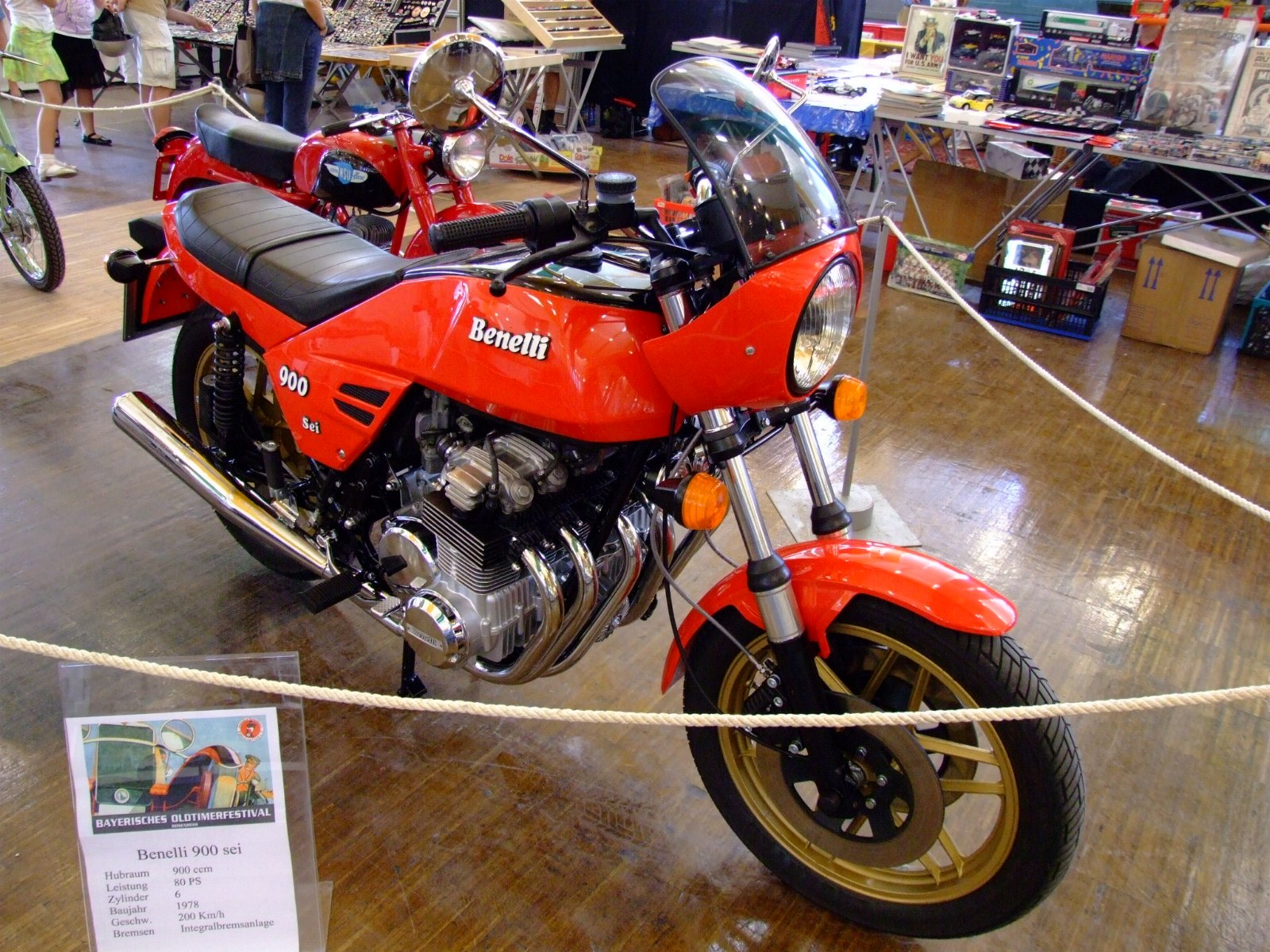
Benelli 900 Sei (1978)
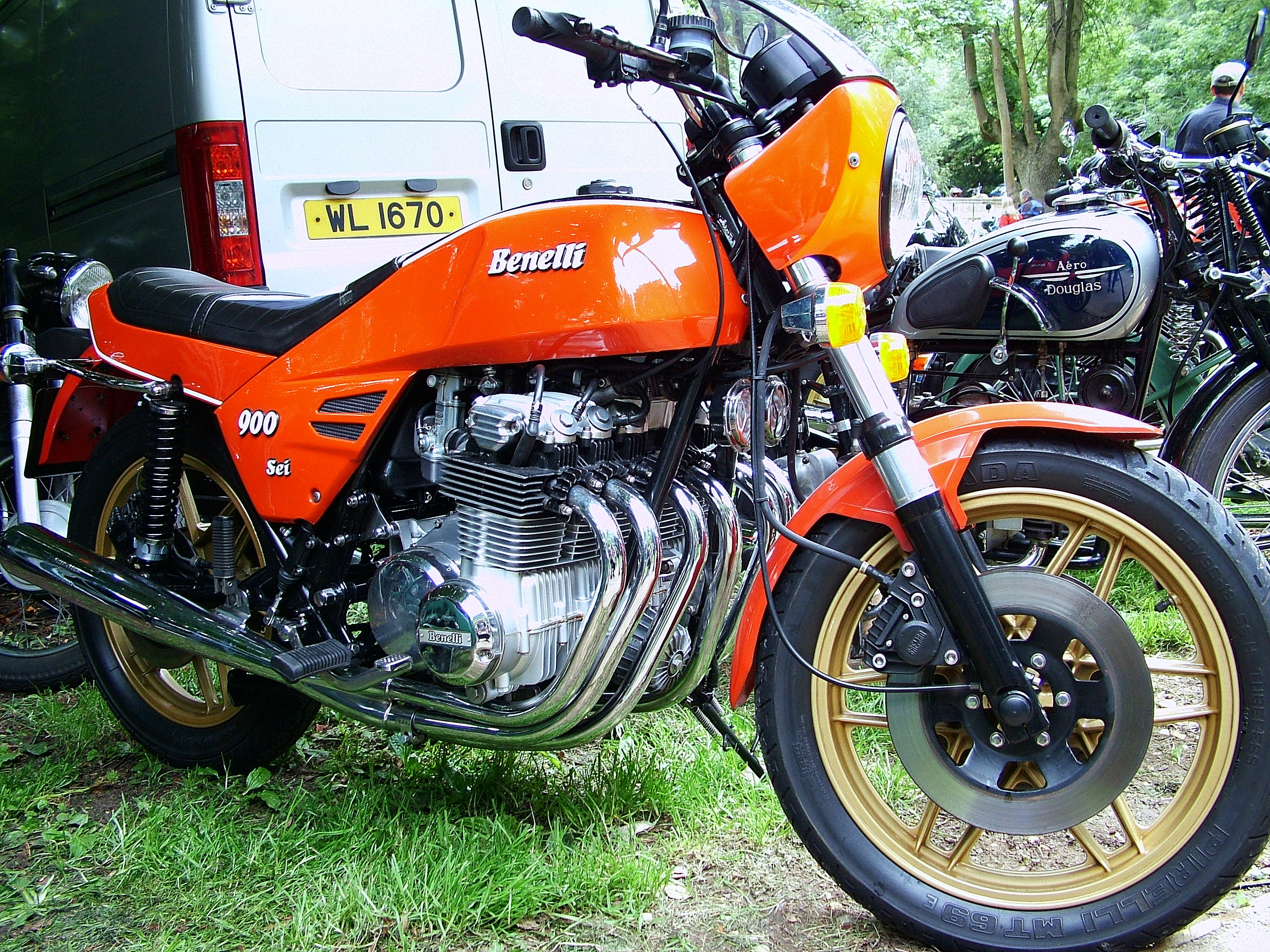
Benelli 900 Sei